# Claudio Morales
Claudio Morales, seudónimo de Claudio Vitale, es un actor  italiano de origen español. Es conocido por su parecido con el protagonista del famoso cómic italiano DIABOLIK.

## Vida privada
Morales nació en Roma y creció en Nápoles de padre italiano y madre de origen español. Estudió actuación en Roma en la Academia Duse de Francesca De Sapio y luego comenzó a trabajar en el cine italiano. Actualmente reside en el Reino Unido.

## Carrera
En 2004 protagonizó un papel principal en 2 películas de terror/slasher en Filipinas dirigidas por el director Bruno Mattei. 
En "Land of Death" Interpretó a Romero, un aventurero en la selva amazónica y en "Cannibal World"Interpretó Bob Manson un periodista despiadado y cínico.
En 2005 protagonizó tanto "Orient Escape" en la que interpreta el papel principal de Mark como "Shudder on the Skin"en la que interpreta el papel principal de George Bennet.
En 2010 tiene un papel protagonista de episodio en la ficción de Rai La Squadra. 
En 2017 interpreta DIABOLIK, un famoso cómic italiano en una película publicitaria.